# 弗拉德斯德拉谢拉
弗拉德斯德拉谢拉（西班牙語：Frades de la Sierra），是西班牙卡斯蒂利亚-莱昂萨拉曼卡省的一个市镇。 总面积28平方公里，总人口255人（2001年），人口密度9人/平方公里。